# Myosoma longicarinatum
Myosoma longicarinatum är en stekelart som beskrevs av Cameron 1902. Myosoma longicarinatum ingår i släktet Myosoma och familjen bracksteklar. Inga underarter finns listade i Catalogue of Life.